# Pokémon di quarta generazione

I Pokémon della quarta generazione Happiny, Turtwig e Chimchar, raffigurati sulla carrozzeria di un treno in Giappone

La quarta generazione dei videogiochi della serie Pokémon comprende i titoli Pokémon Diamante e Perla (2006), Pokémon Platino (2008) e Pokémon Oro HeartGold e Argento SoulSilver (2009).
Essa introduce un nuovo gruppo di 107 Pokémon, portando il numero totale a 493. In concomitanza con una avvertita perdita di interesse da parte dei fan, il design dei Pokémon della quarta generazione è stato accolto piuttosto negativamente. Nonostante questo, alcuni Pokémon di questa generazione sono stati successivamente rivalutati e apprezzati.

## Elenco dei Pokémon
| Numero | Nome       | Evoluzione                                        |
| ------ | ---------- | ------------------------------------------------- |
| 387    | Turtwig    | Evolve in Grotle                                  |
| 388    | Grotle     | Evoluzione di Turtwig, evolve in Torterra         |
| 389    | Torterra   | Evoluzione di Grotle                              |
| 390    | Chimchar   | Evolve in Monferno                                |
| 391    | Monferno   | Evoluzione di Chimchar, evolve in Infernape       |
| 392    | Infernape  | Evoluzione di Monferno                            |
| 393    | Piplup     | Evolve in Prinplup                                |
| 394    | Prinplup   | Evoluzione di Piplup, evolve in Empoleon          |
| 395    | Empoleon   | Evoluzione di Prinplup                            |
| 396    | Starly     | Evolve in Staravia                                |
| 397    | Staravia   | Evoluzione di Starly, evolve in Staraptor         |
| 398    | Staraptor  | Evoluzione di Staravia                            |
| 399    | Bidoof     | Evolve in Bibarel                                 |
| 400    | Bibarel    | Evoluzione di Bidoof                              |
| 401    | Kricketot  | Evolve in Kricketune                              |
| 402    | Kricketune | Evoluzione di Kricketot                           |
| 403    | Shinx      | Evolve in Luxio                                   |
| 404    | Luxio      | Evoluzione di Shinx, evolve in Luxray             |
| 405    | Luxray     | Evoluzione di Luxio                               |
| 406    | Budew      | Evolve in Roselia                                 |
| 407    | Roserade   | Evoluzione di Roselia                             |
| 408    | Cranidos   | Evolve in Rampardos                               |
| 409    | Rampardos  | Evoluzione di Cranidos                            |
| 410    | Shieldon   | Evolve in Bastiodon                               |
| 411    | Bastiodon  | Evoluzione di Shieldon                            |
| 412    | Burmy      | Evolve in Wormadam o Mothim                       |
| 413    | Wormadam   | Evoluzione di Burmy                               |
| 414    | Mothim     | Evoluzione di Burmy                               |
| 415    | Combee     | Evolve in Vespiquen                               |
| 416    | Vespiquen  | Evoluzione di Combee                              |
| 417    | Pachirisu  | Nessuna evoluzione                                |
| 418    | Buizel     | Evolve in Floatzel                                |
| 419    | Floatzel   | Evoluzione di Buizel                              |
| 420    | Cherubi    | Evolve in Cherrim                                 |
| 421    | Cherrim    | Evoluzione di Cherubi                             |
| 422    | Shellos    | Evolve in Gastrodon                               |
| 423    | Gastrodon  | Evoluzione di Shellos                             |
| 424    | Ambipom    | Evoluzione di Aipom                               |
| 425    | Drifloon   | Evolve in Drifblim                                |
| 426    | Drifblim   | Evoluzione di Drifloon                            |
| 427    | Buneary    | Evolve in Lopunny                                 |
| 428    | Lopunny    | Evoluzione di Buneary, megaevolve in MegaLopunny  |
| 429    | Mismagius  | Evoluzione di Misdreavus                          |
| 430    | Honchkrow  | Evoluzione di Murkrow                             |
| 431    | Glameow    | Evolve in Purugly                                 |
| 432    | Purugly    | Evoluzione di Glameow                             |
| 433    | Chingling  | Evolve in Chimecho                                |
| 434    | Stunky     | Evolve in Skuntank                                |
| 435    | Skuntank   | Evoluzione di Stunky                              |
| 436    | Bronzor    | Evolve in Bronzong                                |
| 437    | Bronzong   | Evoluzione di Bronzor                             |
| 438    | Bonsly     | Evolve in Sudowoodo                               |
| 439    | Mime Jr.   | Evolve in Mr. Mime                                |
| 440    | Happiny    | Evolve in Chansey                                 |
| 441    | Chatot     | Nessuna evoluzione                                |
| 442    | Spiritomb  | Nessuna evoluzione                                |
| 443    | Gible      | Evolve in Gabite                                  |
| 444    | Gabite     | Evoluzione di Gible, evolve in Garchomp           |
| 445    | Garchomp   | Evoluzione di Gabite, megaevolve in MegaGarchomp  |
| 446    | Munchlax   | Evolve in Snorlax                                 |
| 447    | Riolu      | Evolve in Lucario                                 |
| 448    | Lucario    | Evoluzione di Riolu, megaevolve in MegaLucario    |
| 449    | Hippopotas | Evolve in Hippowdon                               |
| 450    | Hippowdon  | Evoluzione di Hippopotas                          |
| 451    | Skorupi    | Evolve in Drapion                                 |
| 452    | Drapion    | Evoluzione di Skorupi                             |
| 453    | Croagunk   | Evolve in Toxicroak                               |
| 454    | Toxicroak  | Evoluzione di Croagunk                            |
| 455    | Carnivine  | Nessuna evoluzione                                |
| 456    | Finneon    | Evolve in Lumineon                                |
| 457    | Lumineon   | Evoluzione di Finneon                             |
| 458    | Mantyke    | Evolve in Mantine                                 |
| 459    | Snover     | Evolve in Abomasnow                               |
| 460    | Abomasnow  | Evoluzione di Snover, megaevolve in MegaAbomasnow |
| 461    | Weavile    | Evoluzione di Sneasel                             |
| 462    | Magnezone  | Evoluzione di Magneton                            |
| 463    | Lickilicky | Evoluzione di Lickitung                           |
| 464    | Rhyperior  | Evoluzione di Rhydon                              |
| 465    | Tangrowth  | Evoluzione di Tangela                             |
| 466    | Electivire | Evoluzione di Electabuzz                          |
| 467    | Magmortar  | Evoluzione di Magmar                              |
| 468    | Togekiss   | Evoluzione di Togetic                             |
| 469    | Yanmega    | Evoluzione di Yanma                               |
| 470    | Leafeon    | Evoluzione di Eevee                               |
| 471    | Glaceon    | Evoluzione di Eevee                               |
| 472    | Gliscor    | Evoluzione di Gligar                              |
| 473    | Mamoswine  | Evoluzione di Piloswine                           |
| 474    | Porygon-Z  | Evoluzione di Porygon2                            |
| 475    | Gallade    | Evoluzione di Kirlia                              |
| 476    | Probopass  | Evoluzione di Nosepass                            |
| 477    | Dusknoir   | Evoluzione di Dusclops                            |
| 478    | Froslass   | Evoluzione di Snorunt                             |
| 479    | Rotom      | Nessuna evoluzione                                |
| 480    | Uxie       | Nessuna evoluzione                                |
| 481    | Mesprit    | Nessuna evoluzione                                |
| 482    | Azelf      | Nessuna evoluzione                                |
| 483    | Dialga     | Nessuna evoluzione                                |
| 484    | Palkia     | Nessuna evoluzione                                |
| 485    | Heatran    | Nessuna evoluzione                                |
| 486    | Regigigas  | Nessuna evoluzione                                |
| 487    | Giratina   | Nessuna evoluzione                                |
| 488    | Cresselia  | Nessuna evoluzione                                |
| 489    | Phione     | Nessuna evoluzione                                |
| 490    | Manaphy    | Nessuna evoluzione                                |
| 491    | Darkrai    | Nessuna evoluzione                                |
| 492    | Shaymin    | Nessuna evoluzione                                |
| 493    | Arceus     | Nessuna evoluzione                                |

### Turtwig
Turtwig (ナエトル?, Naetoru) è un Pokémon base di tipo Erba. Si evolve in Grotle con l'aumento di livello. Viene definito il Pokémon Fogliolina. È uno dei Pokémon iniziali di Pokémon Diamante e Perla e Pokémon Platino. Il guscio che ha sulla schiena è composto da terra compattata e umida; si indurisce quando il Pokémon beve. Esegue la fotosintesi su tutto il corpo esponendosi ai raggi solari. Nell'anime, un Turtwig di proprietà del Professor Rowan appare per la prima volta nel corso dell'episodio Un inizio burrascoso (Following a Maiden's Voyage!). In Un Pokémon generoso (Gettin' Twiggy With It!) Ash Ketchum ne cattura un esemplare. Anche la capopalestra Gardenia possiede un Turtwig, che schiera contro Ash in ... La ricerca continua! (The Grass-Type is Always Greener). Nel manga Pokémon Adventures Diamond ottiene come Pokémon iniziale un Turtwig chiamato Wig.

### Grotle
Grotle (ハヤシガメ?, Hayashigame) è un Pokémon di primo stadio di tipo Erba. Si evolve da Turtwig ed evolve a sua volta in Torterra con l'aumento di livello. Viene definito il Pokémon Boschetto. Vive in foreste nei pressi di sorgenti incontaminate, ma esce di giorno per fare prendere luce alle piante che gli crescono sul guscio. È molto amichevole con Pokémon più piccoli, trasportandoli sulla schiena e nutrendoli con le bacche che gli crescono addosso. Nell'anime Grotle appare per la prima volta nel corso dell'episodio Dare una mano al nemico (Aiding the Enemy), in cui il Turtwig di Ash Ketchum si evolve.

### Torterra
Torterra (ドダイトス?, Dodaitosu) è un Pokémon di secondo stadio di tipo Erba/Terra. Si evolve da Grotle. Viene definito il Pokémon Continente. Ha l'aspetto di una foresta vivente e infatti ospita sul suo dorso Pokémon che vi costruiscono la loro tana. Nell'anime Torterra appare per la prima volta nel corso del lungometraggio Pokémon: L'ascesa di Darkrai. Sia Paul che Ash Ketchum allenano un esemplare del Pokémon.

### Chimchar
Chimchar (ヒコザル?, Hikozaru) è un Pokémon base di tipo Fuoco. Si evolve in Monferno con l'aumento di livello. Viene definito il Pokémon Scimpanzé. È uno dei Pokémon iniziali di Pokémon Diamante e Perla e Platino. Ha l'aspetto di uno scimpanzé, che abita in ambienti montuosi. Il gas che gli si accumula nella pancia serve ad alimentare la fiamma che brucia sulla propria coda e che spegne solo per andare a dormire. Nell'anime un Chimchar di proprietà del Professor Rowan appare per la prima volta nel corso dell'episodio Un inizio burrascoso (Following a Maiden's Voyage!). In Alla ricerca di Pikachu (When Pokémon Worlds Collide!) Paul utilizza un esemplare del Pokémon contro Ash Ketchum; esso viene poi abbandonato e preso in custodia proprio da Ash.

### Monferno
Monferno (モウカザル?, Mōkazaru) è un Pokémon di primo stadio di tipo Fuoco/Lotta. Si evolve da Chimchar ed evolve a sua volta in Infernape con l'aumento di livello. Viene definito il Pokémon Briccone. È estremamente agile, e attacca i suoi avversari con acrobazie o sfruttando le fiamme della coda. Nell'anime Monferno appare per la prima volta nel corso dell'episodio L'Accademia Estiva Pokémon (Camping It Up!). Ash Ketchum possiede un esemplare del Pokémon, evolutosi dal suo Chimchar in Strategie in evoluzione! (Evolving Strategies!).

### Infernape
Infernape (ゴウカザル?, Gōkazaru) è un Pokémon di secondo stadio di tipo Fuoco/Lotta. Si evolve da Monferno. Viene definito il Pokémon Fiamma. È violento e combattivo. In lotta ricorre alla sua velocità e a uno stile di arti marziali che prevede l'utilizzo di tutti e quattro gli arti infuocati. Nell'anime Infernape appare per la prima volta nel corso del lungometraggio Pokémon: L'ascesa di Darkrai. Ash Ketchum possiede un esemplare del Pokémon, evolutosi dal suo Monferno nell'episodio Quando la rabbia si infiamma! (Fighting Ire with Fire!).

### Piplup
Piplup (ポッチャマ?, Pochama) è un Pokémon base di tipo Acqua. Si evolve in Prinplup con l'aumento di livello. Viene definito il Pokémon Pinguino. È uno dei Pokémon iniziali di Pokémon Diamante e Perla e Platino. È basato su un pinguino ed è quindi un abile nuotatore con un fitto piumaggio che lo protegge dal clima freddo delle regioni in cui vive. Risulta difficile da avvicinare e da allenare in quanto è molto orgoglioso. Piplup è uno dei sedici Pokémon iniziali in Pokémon Mystery Dungeon: Esploratori del tempo ed Esploratori dell'oscurità. Nell'anime Piplup appare per la prima volta nel corso dell'episodio Un inizio burrascoso (Following a Maiden's Voyage!), quando Lucinda lo sceglie come Pokémon iniziale.

### Prinplup
Prinplup (ポッタイシ?, Pottaishi) è un Pokémon di primo stadio di tipo Acqua. Si evolve da Piplup ed evolve a sua volta in Empoleon con l'aumento di livello. Viene definito il Pokémon Pinguino. Ogni esemplare vive isolato in quanto si considera più importante dei suoi simili. È in grado di sferrare potenti colpi d'ala. Nell'anime Prinplup appare per la prima volta nel corso dell'episodio Il nuovo mondo di Lucinda (Dawn of a New Era!). In Il primo Fiocco di Lucinda (Getting the Pre-Contest Titters) Kenny schiera un esemplare del Pokémon contro Lucinda.

### Empoleon
Empoleon (エンペルト?, Enperuto) è un Pokémon di secondo stadio di tipo Acqua/Acciaio. Si evolve da Prinplup. Viene definito il Pokémon Imperatore. Possiede tre corna sul capo che attestano la sua forza e il suo ruolo all'interno del gruppo. È in grado di nuotare alla velocità di una moto d'acqua e di attaccare con le sue ali affilate. Nell'anime Empoleon appare per la prima volta nel corso dell'episodio Lo scatenato Barry! (Barry's Busting Out All Over!).

### Starly
Starly (ムックル?, Mukkuru) è un Pokémon base di tipo Normale/Volante. Si evolve in Staravia con l'aumento di livello. Viene definito il Pokémon Storno. È basato su uno storno; poiché debole da solo, si riunisce in grandi stormi, finendo tuttavia per battibeccare. Cinguetta e saltella in modo energico. Starly è uno dei tre Pokémon iniziali di Pokémon Ranger: Ombre su Almia. Nell'anime uno Starly di proprietà del Professor Rowan appare per la prima volta nel corso dell'episodio Un inizio burrascoso (Following a Maiden's Voyage!). In Errori da principianti (Two Degrees of Separation!) Ash Ketchum cattura un esemplare del Pokémon. Paul cattura tre Starly in Alla ricerca di Pikachu (When Pokémon Worlds Collide!), tuttavia decide in seguito di liberarli.

### Staravia
Staravia (ムクバード?, Mukubādo) è un Pokémon di primo stadio di tipo Normale/Volante. Si evolve da Starly ed evolve a sua volta in Staraptor con l'aumento di livello. Viene definito il Pokémon Storno. Vive in grandi gruppi che scandagliano i campi e le foreste in cerca di cibo. Nell'anime Staravia appare per la prima volta nel corso dell'episodio La nascita di uno Staravia (A Staravia is Born!), in cui lo Starly di Ash Ketchum si evolve.

### Staraptor
Staraptor (ムクホーク?, Mukuhōku) è un Pokémon di secondo stadio di tipo Normale/Volante. Si evolve da Staravia. Viene definito il Pokémon Rapace. È un rapace indomito e selvaggio. Ha muscoli delle ali e delle zampe molto sviluppati. Nell'anime uno Staraptor di proprietà del Professor Rowan appare per la prima volta nel corso dell'episodio Un inizio burrascoso (Following a Maiden's Voyage!). Ash Ketchum possiede un esemplare del Pokémon, evoluzione del suo Staravia. Altri allenatori che fanno ricorso a esemplari di Staraptor sono Reggie e Barry.

### Bidoof
Bidoof (ビッパ?, Bippa) è un Pokémon base di tipo Normale. Si evolve in Bibarel con l'aumento di livello. Viene definito il Pokémon Topaffuto. È un roditore che vive vicino ai corsi d'acqua. Possiede incisivi robusti con cui rosicchia legno e rocce. Nell'anime Bidoof appare per la prima volta nel corso dell'episodio Un inizio burrascoso (Following a Maiden's Voyage!).

### Bibarel
Bibarel (ビーダル?, Bīdaru) è un Pokémon di primo stadio di tipo Normale/Acqua. Si evolve da Bidoof. Viene definito il Pokémon Castoro. È ispirato a un castoro. Costruisce la sua tana lungo il corso di fiumi che ha sbarrato con cortecce, fango e tronchi di alberi abbattuti con i suoi denti robusti. Gli esemplari di sesso femminile differiscono dai maschi per la forma della testa. Nell'anime Bibarel appare per la prima volta nel corso dell'episodio Un inizio burrascoso (Following a Maiden's Voyage!).

### Kricketot
Kricketot (コロボーシ?, Korobōshi) è un Pokémon base di tipo Coleottero. Si evolve in Kricketune con l'aumento di livello. Viene definito il Pokémon Grillo. Ha l'aspetto di un grillo, e, sfregando le sue antenne, produce un suono che si propaga a grande distanza e con cui comunica. Gli esemplari di sesso femminile presentano un collare più folto rispetto ai maschi. Nell'anime Kricketot appare per la prima volta nel corso dell'episodio Il nuovo mondo di Lucinda (Dawn of a New Era!). Nando possiede un esemplare del Pokémon.

### Kricketune
Kricketune (コロトック?, Korotokku) è un Pokémon di primo stadio di tipo Coleottero. Si evolve da Kricketot. Viene definito il Pokémon Grillo. Intona melodie incanalando aria all'interno delle cavità del proprio corpo. Gli esemplari di sesso femminile presentano baffi più corti rispetto a quelli dei maschi. Nell'anime Kricketune appare per la prima volta nel corso dell'episodio Il primo Fiocco di Lucinda (Settling a Not-So-Old Score!). In La gara di doppia performance (Dawn's Early Night) Nando utilizza un esemplare del Pokémon.

### Shinx
Shinx (コリンク?, Korinku) è un Pokémon base di tipo Elettro. Si evolve in Luxio con l'aumento di livello. Viene definito il Pokémon Baleno. Contraendo e allentando i muscoli del corpo produce elettricità, che usa per attaccare o per illuminare la pelliccia in caso di pericolo. Il suo aspetto è basato sulla lince. Gli esemplari di sesso femminile presentano un ciuffo più corto rispetto a quello dei maschi. Questi ultimi presentano le zampe posteriori completamente nere. Shinx è uno dei Pokémon iniziali di Pokémon Mystery Dungeon: Esploratori del cielo. Nell'anime Shinx appare per la prima volta nel corso dell'episodio Tutti pazzi per i Pokétch (Not on My Watch Ya Don't).

### Luxio
Luxio (ルクシオ?, Rukushio) è un Pokémon di primo stadio di tipo Elettro. Si evolve da Shinx ed evolve a sua volta in Luxray con l'aumento di livello. Viene definito il Pokémon Favilla. Emette elettricità dagli artigli delle zampe anteriori, e la usa per attaccare i nemici o per comunicare con i suoi simili tramite impulsi elettrici. Gli esemplari di sesso femminile presentano un ciuffo più corto rispetto a quello dei maschi. Questi ultimi presentano le zampe posteriori maggiormente ricoperte da pelo di colore nero. Nell'anime Luxio appare per la prima volta nel corso del lungometraggio Pokémon: L'ascesa di Darkrai. Il capopalestra Lem cattura un esemplare del Pokémon nella regione di Kalos. Nel manga Pokémon Adventures Barry cattura un esemplare di Luxio chiamato Torahiko (トラヒコ?), in seguito evolutosi in Luxray.

### Luxray
Luxray (レントラー?, Rentorā) è un Pokémon di secondo stadio di tipo Elettro. Si evolve da Luxio. Viene definito il Pokémon Occhiluce. Ha una vista penetrante, che gli consente di vedere attraverso ogni materiale e scoprire oggetti e Pokémon nascosti. Gli esemplari di sesso femminile presentano una criniera meno folta rispetto a quella dei maschi. Nell'anime Luxray appare per la prima volta nel corso dell'episodio Il vecchio amuleto! (Luxray Vision!). Lem ne possiede inoltre un esemplare. Nel manga Pokémon Adventures, Barry ne possiede anch'egli un esemplare di nome Torahiko (トラヒコ?).

### Budew
Budew (スボミー?, Subomī) è un Baby Pokémon di tipo Erba/Veleno. Si evolve in Roselia tramite felicità. Viene definito il Pokémon Germoglio. Si tratta di un germoglio che vive nei pressi di corsi e specchi d'acqua. Nei mesi freddi si richiude su se stesso, ma in primavera espone la sua gemma ai raggi del sole e rilascia polline. Nell'anime un esemplare di Budew di proprietà di Nando appare per la prima volta nel corso dell'episodio Il nuovo mondo di Lucinda (Dawn of a New Era!).

### Roserade
Roserade (ロズレイド?, Rozureido) è un Pokémon di primo stadio di tipo Erba/Veleno. Si evolve da Roselia. Viene definito il Pokémon Floreale. Con movimenti suadenti e un dolce aroma attira le sue prede, poi le attacca con le spine velenose delle sue fruste, celate tra i fiori che ha sulle braccia. Gli esemplari di sesso maschile presentano un mantello più corto rispetto alle femmine. Nell'anime Roserade appare per la prima volta nel corso dell'episodio Scuola di cucina (Oh Do You Know The Poffin Plan). In L'esperta di Pokémon d'erba (The Grass Menagerie!) la capopalestra Gardenia utilizza un esemplare del Pokémon contro Ash Ketchum. Anche Drew, Nando e Barry possiedono un Roserade.

### Cranidos
Cranidos (ズガイドス?, Zugaidosu) è un Pokémon base di tipo Roccia. Si evolve in Rampardos con l'aumento di livello. Viene definito il Pokémon Cranioso. Si tratta di uno dei due Pokémon resuscitati da fossile nei videogiochi della quarta generazione ed è una specie esclusiva di Pokémon Diamante. Viveva anticamente nelle foreste tropicali. Il suo tratto distintivo è il cranio sferico e duro, che rinforzava prendendosi a testate con i suoi simili e usava per abbattere alberi e Pokémon. Nell'anime Cranidos appare per la prima volta nel corso dell'episodio La prima Gara (Shapes of Things to Come), in cui il capopalestra Pedro lo utilizza contro Paul.

### Rampardos
Rampardos (ラムパルド?, Ramuparudo) è un Pokémon di primo stadio di tipo Roccia. Si evolve da Cranidos. Viene definito il Pokémon Cranioso. Ha rinforzato ancora di più il cranio rispetto a Cranidos, ma ciò ha portato a un restringimento del suo cervello e della sua intelligenza. Va a caccia a testa bassa, abbattendo alberi e rocce che gli si parano davanti. Nell'anime Rampardos appare per la prima volta nel corso dell'episodio Panico in città (Wild in the Streets!), in cui si evolve il Cranidos del capopalestra Pedro.

### Shieldon
Shieldon (タテトプス?, Tatetopusu) è un Pokémon base di tipo Roccia/Acciaio. Si evolve in Bastiodon con l'aumento di livello. Viene definito il Pokémon Schermo. Si tratta di uno dei due Pokémon resuscitati da fossile nei videogiochi della quarta generazione ed è una specie esclusiva di Pokémon Perla. Si tratta di un erbivoro mansueto che viveva anticamente nelle foreste tropicali. Possedeva una corazza molto resistente che gli proteggeva il cranio e il muso. Nell'anime Shieldon appare per la prima volta nel corso dell'episodio Caccia allo Shieldon (Ill-Will Hunting!). Nel manga Pokémon Adventures, Diamond ottiene uno Shieldon dal capopalestra Ferruccio.

### Bastiodon
Bastiodon (トリデプス?, Toridepusu) è un Pokémon di primo stadio di tipo Roccia/Acciaio. Si evolve da Shieldon. Viene definito il Pokémon Schermo. Possiede un muso incredibilmente duro e resistente. Protegge se stesso e i suoi cuccioli dai predatori formando una cerchia protettiva con i musi puntati verso l'esterno. Nell'anime un Bastiodon di proprietà del capopalestra Ferruccio appare per la prima volta nel corso dell'episodio Vecchi affari di famiglia (Ancient Family Matters!). Nel manga Pokémon Adventures Diamond possiede un Bastiodon, evoluzione del suo Shieldon.

### Burmy
Burmy (ミノムッチ?, Minomutchi) è un Pokémon base di tipo Coleottero. Si evolve in Wormadam, se di sesso femminile, o in Mothim, se maschio, con l'aumento di livello. Viene definito il Pokémon Larva. Burmy possiede tre differenti forme che variano in base al terreno in cui ha tenuto l'ultimo incontro. Se di sesso femminile, la sua forma influenzerà l'aspetto, il tipo, le statistiche e le mosse dell'evoluzione Wormadam:
- Manto Pianta, di colore verde, si presenta se Burmy lotta nell'erba e la sua evoluzione in Wormadam sarà di tipo Coleottero/Erba.
- Manto Sabbia, di colore giallo, si ottiene se Burmy si trova in una grotta; la sua evoluzione sarà di tipo Coleottero/Terra.
- Manto Scarti, di colore rosa, si avrà se l'ultima battaglia di Burmy si è svolta all'interno di un edificio; il Wormadam evoluto sarà di tipo Coleottero/Acciaio.

Burmy è basato su una larva che utilizza i materiali che trova attorno a sé per farsi un manto che lo ricopra e lo protegga dal freddo. Nell'anime Burmy appare per la prima volta nel corso dell'episodio Errori da principianti (Two Degrees of Separation!). In Il Miele incantato (Some Enchanted Sweetening) Demetra possiede un Burmy che si evolve in Mothim nel corso dell'episodio.

### Wormadam
Wormadam (ミノマダム?, Minomadamu) è un Pokémon di primo stadio che si evolve dagli esemplari femmina di Burmy. Viene definito il Pokémon Larva. Possiede tre forme differenti che dipendono dall'aspetto di Burmy prima dell'evoluzione e variano nell'aspetto, nel tipo, nelle statistiche e nelle mosse:

Le tre forme di Wormadam, Manto Sabbia, Manto Scarti e Manto Pianta, nell'anime

- Manto Pianta, di colore verde, di tipo Coleottero/Erba e con valori maggiori di Attacco Speciale e Difesa Speciale.
- Manto Sabbia, di colore giallo, di tipo Coleottero/Terra e con valori maggiori di Attacco e Difesa.
- Manto Scarti, di colore rosa, di tipo Coleottero/Acciaio e con statistiche più bilanciate.

In seguito all'evoluzione, quello che era il suo manto diventa parte integrante del suo corpo e assorbe i materiali che ha intorno. Nell'anime Wormadam appare per la prima volta nel corso dell'episodio Il miele incantato (Some Enchanted Sweetening), in cui Demetra possiede tre esemplari del Pokémon nelle sue diverse forme. Anche Ursula possiede un Wormadam nella forma Manto Sabbia.

### Mothim
Mothim (ガーメイル?, Gāmeiru) è un Pokémon di primo stadio di tipo Coleottero/Volante. Si evolve dagli esemplari maschi di Burmy. Viene definito il Pokémon Falena. È basato su una falena. È ghiotto di nettare, ma invece di raccoglierlo da sé preferisce sottrarlo nottetempo ai Combee. Nell'anime Mothim appare per la prima volta nel corso dell'episodio Il miele incantato (Some Enchanted Sweetening), in cui si evolve il Burmy di Demetra.

### Combee
Combee (ミツハニー?, Mitsuhanī) è un Pokémon base di tipo Coleottero/Volante. Si evolve in Vespiquen con l'aumento di livello se di sesso femminile. Viene definito il Pokémon Apetta. È basato su un'ape, e in quanto tale è sempre indaffarato a raccogliere nettare e polline per riportarlo all'alveare. Il suo corpo è formato da tre Pokémon in uno, insieme dalla nascita. Gli esemplari di sesso femminile presentano un pallino rosso in una delle tre teste. Nell'anime Combee appare per la prima volta nel corso dell'episodio Il castello ambrato (An Angry Combeenation).

### Vespiquen
Vespiquen (ビークイン?, Bīkuin) è un Pokémon di primo stadio di tipo Coleottero/Volante. Si evolve dagli esemplari femmina di Combee ed è una specie esclusivamente femminile. Viene definito il Pokémon Alveare. È la matriarca della sua colonia di larve e Combee, che controlla e dirige tramite i feromoni che rilascia. Trasporta le larve all'interno delle celle del suo addome. Nell'anime Vespiquen appare per la prima volta nel corso dell'episodio Il castello ambrato (An Angry Combeenation). In Il Pokémon ritrovato! (A Trainer and Child Reunion) il Superquattro Aaron possiede un esemplare del Pokémon.

### Pachirisu
Pachirisu (パチリス?, Pachirisu) è un Pokémon base di tipo Elettro. Viene definito il Pokémon Elescoiatto. È basato su uno scoiattolo e vive principalmente in cima agli alberi. Produce e conserva elettricità nelle guance, per emetterla poi dalla coda. Gli esemplari di sesso maschile presentano una striscia blu in testa di lunghezza superiore rispetto a quella delle femmine. Nell'anime Pachirisu appare per la prima volta nel corso dell'episodio Un Pokémon molto vivace (Twice Smitten, Once Shy), in cui Lucinda ne cattura un esemplare.

### Buizel
Buizel (ブイゼル?, Buizeru) è un Pokémon base di tipo Acqua. Si evolve in Floatzel con l'aumento di livello. Viene definito il Pokémon Maridonnola. Ha l'aspetto di una donnola. Trascorre gran parte del tempo in acqua, dove caccia e si sposta muovendo le sue due code come eliche. Il galleggiante che ha attorno al collo si gonfia per farlo stare a galla e si sgonfia quando si immerge. Gli esemplari di sesso femminile presentano una sola macchia bianca sulla schiena, mentre i maschi ne hanno due. Nell'anime Buizel appare per la prima volta nel corso del lungometraggio Pokémon Ranger e il Tempio del Mare. In Il ladro di canne da pesca (Buizel Your Way out of This!) Lucinda cattura un esemplare del Pokémon che scambia poi per l'Aipom di Ash Ketchum nel corso di Scambio di Pokémon (Throwing the Track Switch). Nel manga Pokémon Adventures, Barry possiede un esemplare di Buizel di nome Zeruhiko.

### Floatzel
Floatzel (フローゼル?, Furōzeru) è un Pokémon di primo stadio di tipo Acqua. Si evolve da Buizel. Viene definito il Pokémon Maridonnola. Ha un collare galleggiante ancora più sviluppato, con il quale aiuta a soccorrere chi sta annegando. Nell'anime Floatzel appare per la prima volta nel corso dell'episodio Pokémon Ranger e il rapimento di Riolu (Pokémon Ranger and the Kidnapped Riolu!), in cui un esemplare viene catturato dal ranger Primo. In La quarta medaglia di Sinnoh! (A Crasher Course in Power!) Omar utilizza un esemplare del Pokémon contro Ash Ketchum.

### Cherubi
Cherubi (チェリンボ?, Cherinbo) è un Pokémon base di tipo Erba. Si evolve in Cherrim con l'aumento di livello. Viene definito il Pokémon Ciliegia. È basato su una ciliegia. È congiunto a una pallina che contiene sostanze nutritive necessarie al suo sostentamento e all'evoluzione. Nell'anime Cherubi appare per la prima volta nel corso dell'episodio ... La ricerca continua! (The Grass-Type is Always Greener), in cui la capopalestra Gardenia ne schiera un esemplare contro Ash Ketchum.

### Cherrim
Cherrim (チエリム?, Cherimu) è un Pokémon di primo stadio di tipo Erba. Si evolve da Cherubi. Viene definito il Pokémon Bocciolo. Ha l'aspetto di un bocciolo quiescente, ma che dischiude i suoi petali sotto i raggi del sole. L'abilità Regalfiore (フラワーギフト?) gli permette di mutare forma in presenza di giornate soleggiate. Se attivata il Pokémon assumerà la Forma Splendore, dall'aspetto di un fiore sbocciato. Nelle altre condizioni atmosferiche Cherrim mantiene la sua Forma Nuvola. Nell'anime Cherrim appare per la prima volta nel corso dell'episodio Generazioni a confronto (Battling the Generation Gap!), in cui Leila utilizza un esemplare del Pokémon nel corso della Gara di Memoride.

### Shellos
Shellos (カラナクシ?, Karanakushi) è un Pokémon base di tipo Acqua. Si evolve in Gastrodon con l'aumento di livello. Viene definito il Pokémon Lumacomare. Possiede due differenti forme — la forma Mare Ovest di colore rosa e la forma Mare Est di colore blu — dipendenti dalla zona in cui viene catturato il Pokémon. Entrambe le versioni si evolvono nella rispettiva forma di Gastrodon. Ha l'aspetto di una lumaca di mare, che vive in acqua ma si spinge occasionalmente anche sulla terraferma. Produce un muco viola che impedisce alla sua cute di seccarsi. Ne esistono di diversi tipi a seconda del luogo di provenienza. Nell'anime Shellos appare per la prima volta nel corso dell'episodio Un'amica in gamba (A Stand-Up Sit-Down!).

### Gastrodon
Gastrodon (トリトドン?, Toritodon) è un Pokémon di primo stadio di tipo Acqua/Terra. Si evolve da Shellos. Viene definito il Pokémon Lumacomare. Possiede due differenti forme — la forma Mare Ovest di colore rosa e la forma Mare Est di colore blu — dipendenti dalla zona in cui viene catturato il Pokémon. Entrambe le versioni si ottengono inoltre tramite l'evoluzione delle rispettive forme di Shellos. In passato era dotato di un carapace, che ha perso nel corso dell'evoluzione; da allora il suo corpo è nudo, molle e senz'ossa. Ha grandi capacità rigenerative e ogni parte del corpo lacerata ricresce dopo poche ore. Nell'anime un esemplare di Gastrodon di proprietà della Campionessa Camilla appare per la prima volta nel corso dell'episodio Due team da sconfiggere! (Double Team Turnover!). Anche Zoey possiede un esemplare del Pokémon, evoluzione del suo Shellos.

### Ambipom
Ambipom (エテボース?, Etebōsu) è un Pokémon di primo stadio di tipo Normale. Si evolve da Aipom. Viene definito il Pokémon Lungacoda. Vive in gruppi numerosi sulle chiome degli alberi. È talmente abile a maneggiare le sue due code prensili, che utilizza raramente le braccia. Gli esemplari di sesso femminile possiedono un ciuffo più accentuato rispetto a quello dei maschi. Nell'anime Ambipom appare per la prima volta nel corso dell'episodio Viaggio nell'Unown (Journey to the Unown!), in cui si evolve l'Aipom di Lucinda. Nel manga Pokémon Adventures, Gold possiede un esemplare di Ambipom di nome Aibo (エーたろう?, Etaro), evoluzione del suo Aipom.

### Drifloon
Drifloon (フワンテ?, Fuwante) è un Pokémon base di tipo Spettro/Volante. Si evolve in Drifblim con l'aumento di livello. Viene definito il Pokémon Pallone. Si tratta di un palloncino fluttuante formato dalle anime di persone e Pokémon. È anche detto guida degli spiriti vaganti e a volte trascina nell'aldilà i bambini che lo tengono in mano. Nell'anime Drifloon appare per la prima volta nel corso dell'episodio Due simpatiche ragazze (Drifloon On the Wind!). In Imparare dalle proprie sconfitte (Playing the Leveling Field!) la capopalestra Fannie utilizza un Drifloon contro Ash Ketchum.

### Drifblim
Drifblim (フワライド?, Fuwaraido) è un Pokémon di primo stadio di tipo Spettro/Volante. Si evolve da Drifloon. Viene definito il Pokémon Dirigibile. Fluttua nel cielo come un dirigibile facendosi trasportare dal vento grazie ai gas che produce nel proprio corpo. Nell'anime Drifblim appare per la prima volta nel corso dell'episodio Imparare dalle proprie sconfitte (Playing the Leveling Field!), in cui si evolve il Drifloon della capopalestra Fannie.

### Buneary
Buneary (ミミロル?, Mimiroru) è un Pokémon base di tipo Normale. Si evolve in Lopunny tramite felicità. Viene definito il Pokémon Coniglio. Ha l'aspetto di un coniglio. Tiene le orecchie arrotolate e le estende con forza per attaccare. Nell'anime Buneary appare per la prima volta nel corso dell'episodio Un inizio burrascoso (Following a Maiden's Voyage!). In Un nuovo compagno di viaggio (Setting the World on its Buneary), Lucinda cattura un esemplare di sesso femminile del Pokémon.

### Lopunny
Lopunny (ミミロップ?, Mimiroppu) è un Pokémon di primo stadio di tipo Normale. Si evolve da Buneary. Viene definito il Pokémon Coniglio. Tiene molto alla pulizia e alla cura delle proprie orecchie e del pelo, molto soffice e che cambia due volte l'anno. È cauto e generalmente evita gli scontri, preferendo darsi alla fuga se minacciato. In Pokémon Rubino Omega e Zaffiro Alpha ottiene una megaevoluzione denominata MegaLopunny, di tipo Normale/Lotta. Nell'anime Lopunny appare per la prima volta nel corso dell'episodio Questione di stile! (Arriving in Style!). Nando possiede un esemplare del Pokémon.

### Mismagius
Mismagius (ムウマージ?, Mūmāji) è un Pokémon di primo stadio di tipo Spettro. Si evolve da Misdreavus tramite l'utilizzo dello strumento Neropietra. Viene definito il Pokémon Stregone. È una specie esclusiva di Pokémon Perla. Si tratta di uno stregone che appare all'improvviso recitando incantesimi che causano emicranie e allucinazioni o possono anche portare felicità. Nell'anime Mismagius appare per la prima volta nel corso dell'episodio Ash nel Paese delle Meraviglie (Malice in Wonderland!). La capopalestra Fannie schiera un esemplare del Pokémon.

### Honchkrow
Honchkrow (ドンカラス?, Donkarasu) è un Pokémon di primo stadio di tipo Buio/Volante. Si evolve da Murkrow tramite l'utilizzo dello strumento Neropietra. Viene definito il Pokémon Grancapo. È una specie esclusiva di Pokémon Diamante. Controlla uno stormo di Murkrow che gli procurano il cibo e si occupano dei suoi bisogni mentre lui rimane inattivo a curarsi il piumaggio. Se rimane insoddisfatto dell'operato dei Murkrow, li punisce con spietatezza. Nell'anime un esemplare di Honchkrow appartenente a Paul appare per la prima volta nel corso dell'episodio Strategia da Capopalestra perduta (Lost Leader Strategy!). Nel manga Pokémon Adventures, Silver possiede un esemplare di Honchkrow, evoluzione del suo Murkrow. Anche Cyrus del Team Galassia utilizza un Honchkrow.

### Glameow
Glameow (ニャルマー?, Nyarumā) è un Pokémon base di tipo Normale. Si evolve in Purugly con l'aumento di livello. Viene definito il Pokémon Felide. È una specie esclusiva di Pokémon Perla. È caratterizzato da un umore altalenante e incostante, che gli fa alternare piacevoli fusa e attacchi d'ira in cui morde e graffia chiunque. Nell'anime un Glameow di proprietà di Olga, madre di Lucinda, appare per la prima volta nel corso dell'episodio Un inizio burrascoso (Following a Maiden's Voyage!). In Che lo spettacolo abbia inizio! (Mounting a Coordinator Assault), Zoey possiede un esemplare del Pokémon.

### Purugly
Purugly (ブニャット?, Bunyatto) è un Pokémon base di tipo Normale. Si evolve da Glameow. Viene definito il Pokémon Gattotigre. È sfrontato e arrogante; tanto che si tringe la vita con le sue due code per apparire più minaccioso e si introduce nelle tane altrui e se ne appropria. Nell'anime un Purugly di proprietà di Martes del Team Galassia appare per la prima volta nel corso dell'episodio Due team da sconfiggere! (Double Team Turnover!).

### Chingling
Chingling (リーシャン?, Rīshan) è un Baby Pokémon di tipo Psico. Si evolve in Chimecho tramite felicità durante la notte. Viene definito il Pokémon Sonaglio. È un sonaglio che si muove saltellando e producendo un trillo squillante che assorda i propri nemici. Nell'anime Chingling appare per la prima volta nel corso dell'episodio Un'avventura canora (The Bells are Singing!).

### Stunky
Stunky (スカンプー?, Sukanpū) è un Pokémon base di tipo Veleno/Buio. Si evolve in Skuntank con l'aumento di livello. Viene definito il Pokémon Moffetta. È una specie esclusiva di Pokémon Diamante. È una moffetta che si protegge spruzzando un fluido puzzolente dal deretano. Nell'anime uno Stunky di proprietà dell'Agente Jenny appare per la prima volta nel corso dell'episodio Il furto della sfera (A Secret Sphere of Influence!).

### Skuntank
Skuntank (スカタンク?, Sukatanku) è un Pokémon di primo livello di tipo Veleno/Buio. Si evolve da Stunky. Viene definito il Pokémon Moffetta. Attacca spruzzando un liquido puzzolente dalla coda che ha un raggio d'azione ancora più grande di quello di Stunky. Nell'anime un esemplare di Skuntank di proprietà di Giovia del Team Galassia appare per la prima volta nel corso dell'episodio Due team da sconfiggere! (Double Team Turnover!).

### Bronzor
Bronzor (ドーミラー?, Dōmirā) è un Pokémon base di tipo Acciaio/Psico. Si evolve in Bronzong con l'aumento di livello. Viene definito il Pokémon Bronzo. Ha l'aspetto di manufatti di bronzo ritrovati in vecchie tombe, con degli strani disegni sul dorso ancora indecifrati. Nell'anime un Bronzor di proprietà di Saturno del Team Galassia appare per la prima volta nel corso dell'episodio Viaggio nell'Unown (Journey to the Unown!). In Due team da sconfiggere! (Double Team Turnover!) anche Martes del Team Galassia ne possiede un esemplare. Il capopalestra Ferruccio utilizza il suo Bronzor contro Ash Ketchum nell'episodio Trattare con chi sta sulla difensiva (Dealing With Defensive Types!).

### Bronzong
Bronzong (ドータクン?, Dōtakun) è un Pokémon di primo stadio di tipo Acciaio/Psico. Si evolve da Bronzor. Viene definito il Pokémon Squilbronzo. È basato su una dōtaku giapponese. In antichità era venerato come il protettore dei buoni raccolti in virtù della sua abilità di portare la pioggia. Nell'anime un Bronzong di proprietà del Superquattro Luciano appare per la prima volta nel corso dell'episodio Un Superquattro come amico (An Elite Meet and Greet!).

### Bonsly
Bonsly (ウソハチ?, Usohachi) è un Baby Pokémon di tipo Roccia. Si evolve in Sudowoodo con l'aumento di livello dopo avere appreso la mossa Mimica. Viene definito il Pokémon Bonsai. Ha l'aspetto di un bonsai. Abita ambienti secchi e aridi in quanto non sopporta l'umidità; per regolare i fluidi corporei, espelle quelli in eccesso dagli occhi come se stesse piangendo. Compare anche nel videogioco Super Smash Bros. Brawl. Nell'anime Bonsly appare per la prima volta nel corso dell'episodio La scuola per ninja (From Cradle to Save), in cui Brock ne cattura un esemplare.

### Mime Jr.
Mime Jr. (マネネ?, Manene) è un Baby Pokémon di tipo Psico/Folletto Si evolve in Mr. Mime con l'aumento di livello dopo avere appreso la mossa Mimica. Viene definito il Pokémon Mimo. È un mimo che imita i movimenti dei nemici per confonderli e approfittarne per fuggire. Nell'anime un Mime Jr. appartenente a James del Team Rocket appare per la prima volta nel corso dell'episodio Il piccolo James (Sweet Baby James).

### Happiny
Happiny (ピンプク?, Pinpuku) è un Baby Pokémon di tipo Normale. Si evolve in Chansey con l'aumento di livello tenendo lo strumento Pietraovale durante il giorno. Viene definito il Pokémon Ovettino. È una specie esclusivamente femminile. Ha un forte senso di maternità e per questo gli piace trasportare una roccia bianca e tonda, in forma di uovo, nella sacca che ha sulla pancia. In Pokémon Diamante e Perla è possibile ottenere un uovo contenente un esemplare di Happiny a Cuoripoli. Nell'anime Happiny appare per la prima volta nel corso dell'episodio La famiglia cresce (One Big Happiny Family!) in cui si schiude l'uovo vinto da Brock in La grande gara di travestimento (All Dressed up with Somewhere to Go!).

### Chatot
Chatot (ペラップ?, Perappu) è un Pokémon base di tipo Normale/Volante. Viene definito il Pokémon Musicale. Con la sua lingua è in grado di produrre ogni genere di suono, versi di Pokémon e linguaggio umano. Nell'anime Chatot appare per la prima volta nel corso dell'episodio Comici per un giorno (Strategy Tomorrow - Comedy Tonight!).

### Spiritomb
Spiritomb (ミカルゲ?, Mikaruge) è un Pokémon base di tipo Spettro/Buio. Viene definito il Pokémon Proibito. È formato da 108 spiriti; a causa del suo animo maligno è stato imprigionato in una roccia per centinaia di anni. Nell'anime Spiritomb appare per la prima volta nel corso dell'episodio Un nuovo nemico (The Keystone Pops!).

### Gible
Gible (フカマル?, Fukamaru) è un Pokémon base di tipo Drago/Terra. Si evolve in Gabite con l'aumento di livello. Viene definito il Pokémon Squaloterra. È basato su uno squalo che vive in grotte riscaldate dal calore geotermico. Si nasconde in anfratti, dove aspetta di avventarsi sui Pokémon di passaggio e addentarli con le sue grosse fauci. Gli esemplari di sesso maschile possiedono una pinna di forma diversa rispetto a quella delle femmine. Nell'anime Gible appare per la prima volta nel corso del lungometraggio Pokémon: L'ascesa di Darkrai. Ash Ketchum ne possiede un esemplare, catturato nell'episodio Acchiappa il Gible! (Gotta Get a Gible!).

### Gabite
Gabite (ガバイト?, Gabaito) è un Pokémon di primo stadio di tipo Drago/Terra. Si evolve da Gible ed evolve a sua volta in Garchomp con l'aumento di livello. Viene definito il Pokémon Grotta. Vive in profondità in grotte scavate nel terreno, dove ammassa gemme e oggetti luccicanti, da cui è attratto. Per crescere muta le scaglie che ne ricoprono il corpo, da cui si possono produrre dei rimedi curativi. Gli esemplari di sesso maschile possiedono una pinna di forma diversa rispetto a quella delle femmine. Nell'anime Gabite appare per la prima volta nel corso dello speciale dedicato a Pokémon Mystery Dungeon: Esploratori del tempo ed Esploratori dell'oscurità, in cui un Sunflora, un Chimchar e un Piplup affrontano un esemplare del Pokémon per ottenere lo strumento Squama di Gabite allo scopo di curare uno Shinx. Ursula possiede un esemplare di Gabite.

### Garchomp
Garchomp (ガブリアス?, Gaburiasu) è un Pokémon di secondo stadio di tipo Drago/Terra. Si evolve da Gabite. Viene definito il Pokémon Mach. Grazie alle sue ali e alle scaglie che ne riducono l'attrito è in grado di volare a velocità supersonica. Gli esemplari di sesso maschile possiedono una pinna di forma diversa rispetto a quella delle femmine. In Pokémon X e Y Garchomp ottiene una megaevoluzione denominata MegaGarchomp. Nell'anime un Garchomp in possesso di Camilla appare per la prima volta nel corso dell'episodio Il coraggio di Paul (Top-Down Training!).

### Munchlax
Munchlax (ゴンベ?, Gonbe) è un Baby Pokémon di tipo Normale. Si evolve in Snorlax tramite felicità. Viene definito il Pokémon Ghiottone. È un vero ghiottone che ha bisogno di ingerire ogni giorno una quantità di cibo pari al suo peso. Non è per nulla schizzinoso e ingerisce tutto senza masticarlo e curarsi del gusto; spesso mette da parte riserve di cibo sotto al pelo. In Pokémon Ranger: Ombre su Almia può essere scelto come Pokémon compagno all'inizio del gioco. Nell'anime Munchlax appare per la prima volta nel corso del film Pokémon: Destiny Deoxys. In Il giardino delle Bacche (Berry, Berry Interesting), Vera cattura un esemplare del Pokémon. Nel manga Pokémon Adventures, Diamond possiede un esemplare di Munchlax.

### Riolu
Riolu (リオル?, Rioru) è un Baby Pokémon di tipo Lotta. Si evolve in Lucario tramite felicità durante il giorno. Viene definito il Pokémon Emanazione. Esile ma forte e resistente, Riolu è in grado di vedere l'aura di persone e Pokémon per individuare il loro stato d'animo e comunicare telepaticamente con loro tramite un sistema di onde. In Pokémon Diamante e Perla e Platino è possibile ottenere un uovo di Riolu da Marisio sull'Isola Ferrosa. È uno dei Pokémon iniziali di Pokémon Mystery Dungeon: Esploratori del cielo. Nell'anime Riolu appare per la prima volta nel corso dell'episodio Pokémon Ranger e il rapimento di Riolu (Pokémon Ranger and the Kidnapped Riolu!), in cui Ash, Lucinda e Brock soccorrono un esemplare del Pokémon ferito. Successivamente Ash ne ottiene uno in Esplorazioni Pokémon - La serie.

### Lucario
Lucario (ルカリオ?, Rukario) è un Pokémon base di tipo Lotta/Acciaio. Si evolve da Riolu. Viene definito il Pokémon Aura. Può visualizzare e manipolare l'aura di persone e cose, per leggerne i pensieri, avvertire la loro presenza o effettuare attacchi a distanza. In Pokémon X e Y è possibile ottenere un esemplare di Lucario all'interno della Torre Maestra di Yantaropoli dalla capopalestra Ornella. A partire dalla sesta generazione ottiene una megaevoluzione denominata MegaLucario. Nell'anime un Lucario di proprietà della capopalestra Marzia appare per la prima volta nel corso dell'episodio Strategia da Capopalestra perduta (Lost Leader Strategy!). Altri allenatori che schierano Lucario sono: Fabiolo, Cameron, Ornella e suo nonno Cetrillo. Lucario è inoltre uno dei protagonisti del lungometraggio Pokémon: Lucario e il mistero di Mew. È presente come personaggio giocante nei videogiochi Super Smash Bros. Brawl e Super Smash Bros. for Nintendo 3DS e Wii U.

### Hippopotas
Hippopotas (ヒポポタス?, Hipopotasu) è un Pokémon base di tipo Terra. Si evolve in Hippowdon con l'aumento di livello. Viene definito il Pokémon Ippo. Basato su un ippopotamo, vive in piccoli gruppi di una dozzina di individui in territori desertici. Chiudendo le narici è in grado di spostarsi tra le dune nuotando nella sabbia, con cui ricopre la pelle per proteggersi dai microbi. Gli esemplari di sesso maschile presentano un muso di colore oro, mentre nelle femmine è marrone. Sono inoltre presenti differenze nella colorazione delle macchie, delle narici e del contorno degli occhi. Nell'anime Hippopotas appare per la prima volta nel corso dell'episodio Un Hippopotas in pericolo (Mass Hip-Po-Sis).

### Hippowdon
Hippowdon (カバルドン?, Kabarudon) è un Pokémon base di tipo Terra. Si evolve da Hippopotas. Viene definito il Pokémon Grandepeso. Minaccia i suoi nemici spalancando le enormi fauci e li attacca espellendo con forza sabbia dai pori del proprio corpo. Gli esemplari di sesso maschile sono prevalentemente di colore marrone, mentre nelle femmine vi è prevalenza del colore grigio. Nell'anime Hippowdon appare per la prima volta nel corso dell'episodio Battaglie sabbiose (Sleight of Sand!). In La gara finale! Il triathlon dei Pokémon! (One Team, Two Team, Red Team, Blue Team) Jessie del Team Rocket utilizza un esemplare del Pokémon.

### Skorupi
Skorupi (スコルピ?, Sukorupi) è un Pokémon base di tipo Veleno/Coleottero. Si evolve in Drapion con l'aumento di livello. Viene definito il Pokémon Scorpione. È basato su uno scorpione; vive infatti in territori aridi e aspetta pazientemente le sue vittime sepolto sotto la sabbia per poi avventarsi su di loro iniettandole con il veleno espulso dagli artigli della coda. Nell'anime un esemplare di Skorupi di proprietà del Superquattro Aaron appare per la prima volta nel corso dell'episodio Il Pokémon ritrovato! (A Trainer and Child Reunion).

### Drapion
Drapion (ドラピオン?, Dorapion) è un Pokémon di primo stadio di tipo Veleno/Buio. Si evolve da Skorupi. Viene definito il Pokémon Scorpiaccio. Vanta un robusto carapace e potenti zampe anteriori con cui iniettare tossine. Nell'anime un Drapion di proprietà di J appare per la prima volta nel corso dell'episodio La cacciatrice di Pokémon (Mutiny in the Bounty). Il Superquattro Aaron e Paul possiedono a loro volta un esemplare del Pokémon.

### Croagunk
Croagunk (グレッグル?, Guregguru) è un Pokémon base di tipo Veleno/Lotta. Si evolve in Toxicroak con l'aumento di livello. Viene definito il Pokémon Inveieleno. Sleale e disonesto, accumula veleno nelle sacche poste sulle guance e lo rilascia dalle unghie per intossicare i suoi nemici. Negli esemplari di sesso femminile le strisce sul corpo sono situate più in prossimità della testa a differenza dei maschi. Nell'anime Croagunk appare per la prima volta nel corso dell'episodio Bugiardi in Palestra (Gymbaliar), in cui Brock ne cattura un esemplare. Il Pokémon ha l'abitudine di utilizzare l'attacco Velenpuntura nei confronti del suo allenatore ogniqualvolta Brock decide di corteggiare delle ragazze.

### Toxicroak
Toxicroak (ドクロッグ?, Dokuroggu) è un Pokémon di primo stadio di tipo Veleno/Lotta. Si evolve da Croagunk. Viene definito il Pokémon Inveieleno. Gracida per rimescolare e aumentare la tossicità del veleno contenuto nella sacca sulla gola, che inietta dagli artigli. Gli esemplari di sesso femminile presentano una sacca di dimensioni inferiori rispetto a quella dei maschi. Nell'anime un esemplare di Toxicroak appartenente a Saturno del Team Galassia appare per la prima volta nel corso dell'episodio Il ritorno del Team Galassia (Enter Galactic!).

### Carnivine
Carnivine (マスキッパ?, Masukippa) è un Pokémon base di tipo Erba. Viene definito il Pokémon Insettivoro. Si nutre di insetti, fingendosi una pianta e attirandoli a fauci spalancate con il dolce aroma della propria saliva, per poi ingoiarli non appena si posano su di lui. Nell'anime James del Team Rocket possiede un esemplare di Carnivine, che appare per la prima volta nel corso dell'episodio Errori da principianti (Two Degrees of Separation!). In Il festival di Croagunk (Cream of the Croagunk Crop!) si scopre che James ha catturato il Pokémon, durante la sua infanzia, all'interno della Gran Palude di Pratopoli.

### Finneon
Finneon (ケイコウオ?, Keikouo) è un Pokémon base di tipo Acqua. Si evolve in Lumineon con l'aumento di livello. Viene definito il Pokémon Pescealato. È un pesce dotato di due pinne caudali che agita elegantemente mentre nuota. Esponendo al sole la linea e i motivi che adornano il suo corpo durante il giorno, questi brillano di notte. Gli esemplari di sesso maschile presentano delle pinne caudali di dimensioni inferiori rispetto a quelle delle femmine. Nell'anime un Finneon di proprietà di Zoey appare per la prima volta nel corso dell'episodio La prima prova (Staging a Heroes Welcome!).

### Lumineon
Lumineon (ネオラント?, Neoranto) è un Pokémon base di tipo Acqua. Si evolve da Finneon. Viene definito il Pokémon Neon. Vive in acque profonde nei fondali marini, dove, nell'oscurità, attira le prede grazie alla bioluminescenza delle sue pinne. Gli esemplari di sesso maschile presentano delle pinne ventrali di dimensioni inferiori rispetto a quelle delle femmine. Nell'anime Lumineon appare per la prima volta nel corso dell'episodio Lumineon, un Pokémon straordinario! (Up Close and Personable!).

### Mantyke
Mantyke (タマンタ?, Tamanta) è un Baby Pokémon di tipo Acqua/Volante. Si evolve in Mantine con l'aumento di livello nel caso in cui l'allenatore abbia contemporaneamente un Remoraid nella propria squadra. Viene definito il Pokémon Aquilone. È amichevole e si avvicina volentieri alle barche che navigano nel suo territorio. I disegni sul suo dorso variano da regione a regione. Nell'anime Mantyke appare per la prima volta nel corso del lungometraggio Pokémon Ranger e il Tempio del Mare.

### Snover
Snover (ユキカブリ?, Yukikaburi) è un Pokémon base di tipo Ghiaccio/Erba. Si evolve in Abomasnow con l'aumento di livello. Viene definito il Pokémon Albergelo. Ha l'aspetto di un alberello. Adora i climi freddi, vivendo su montagne innevate e scendendo a valle solo d'inverno. Gli esemplari di sesso femminile presentano una striscia bianca orizzontale lungo il corpo che nei maschi è di colore marrone. Nell'anime Snover appare per la prima volta nel corso del lungometraggio Pokémon: Giratina e il Guerriero dei Cieli. La capopalestra Bianca possiede un esemplare del Pokémon.

### Abomasnow
Abomasnow (ユキノオー?, Yukinoō) è un Pokémon base di tipo Ghiaccio/Erba. Si evolve da Snover. Viene definito il Pokémon Albergelo. Vive su monti ricoperti da nevi perenni dove è temuto come l'abominevole uomo delle nevi. È in grado di scatenare bufere di neve. Gli esemplari di sesso femminile presentano un pelo più folto rispetto a quello dei maschi. In Pokémon X e Y ottiene una megaevoluzione denominata MegaAbomasnow, che ottiene un aumento delle caratteristiche offensive e difensive a discapito della velocità. Nell'anime Abomasnow appare per la prima volta nel corso del lungometraggio Pokémon: Giratina e il Guerriero dei Cieli. È inoltre uno dei Pokémon utilizzati dai capipalestra Bianca e Edel.

### Weavile
Weavile (マニューラ?, Manyūra) è un Pokémon di primo stadio di tipo Buio/Ghiaccio. Si evolve da Sneasel. Viene definito il Pokémon Lamartigli. Predilige i climi freddi. Caccia in gruppi di quattro o cinque individui, lasciando segnali ai compagni incidendo tronchi o rocce per coordinarsi e circondare la preda. Gli esemplari di sesso femminile presentano delle piume di lunghezza inferiore rispetto a quelle dei maschi. Nell'anime Weavile appare per la prima volta nel corso dell'episodio In lotta per il territorio (Duels of the Jungle). In Il coraggio di Paul (Top-Down Training!) Paul utilizza un esemplare del Pokémon contro Camilla. Nel manga Pokémon Adventures Silver possiede un esemplare del Pokémon, evoluzione del suo Sneasel.

### Magnezone
Magnezone (ジバコイル?, Jibakoiru) è un Pokémon di secondo stadio di tipo Elettro/Acciaio. Si evolve da Magneton. Viene definito il Pokémon Magnetico. L'esposizione a un particolare campo magnetico ne ha causato l'evoluzione. Utilizza un radar per individuare intrusioni nel suo territorio e punisce i colpevoli con potenti raggi laser. Nell'anime un Magnezone di proprietà di Zero appare per la prima volta nel corso del lungometraggio Pokémon: Giratina e il Guerriero dei Cieli.

### Lickilicky
Lickilicky (ベロベルト?, Beroberuto) è un Pokémon di primo stadio di tipo Normale. Si evolve da Lickitung. Viene definito il Pokémon Linguaccia. Ha una lunga lingua estendibile, che ricopre di una saliva paralizzante e corrosiva. Nell'anime Lickilicky appare per la prima volta nel corso dell'episodio Se la sciarpa ti sta bene, indossala! (If the Scarf Fits, Wear It). Conway possiede un esemplare del Pokémon.

### Rhyperior
Rhyperior (ドサイドン?, Dosaidon) è un Pokémon di secondo stadio di tipo Terra/Roccia. Si evolve da Rhydon. Viene definito il Pokémon Trapano. È forte, robusto e coperto da una spessa corazza. Inserisce rocce negli incavi delle mani per lanciarle con tutta la sua forza. Gli esemplari di sesso femminile presentano un corno di lunghezza inferiore rispetto a quello dei maschi. Nell'anime Rhyperior appare per la prima volta nel corso del lungometraggio Pokémon: Giratina e il Guerriero dei Cieli. L'Asso Palmer possiede un esemplare del Pokémon.

### Tangrowth
Tangrowth (モジャンボ?, Mojanbo) è un Pokémon di primo stadio di tipo Erba. Si evolve da Tangela. Viene definito il Pokémon Liana. È una specie esclusiva di Pokémon Platino. Il suo corpo e i suoi arti sono formati da liane, con le quali intrappola le sue prede e le quali ricrescono istantaneamente se recise. Grazie al suo aspetto si mimetizza nella fitta boscaglia. Gli esemplari di sesso maschile presentano le estremità delle dita di lunghezza inferiore rispetto a quelle delle femmine. Nell'anime Tangrowth appare per la prima volta nel corso del lungometraggio Pokémon: L'ascesa di Darkrai. Nel manga Pokémon Adventures, Giovia del Team Galassia utilizza un esemplare del Pokémon.

### Electivire
Electivire (エレキブル?, Erekiburu) è un Pokémon di primo stadio di tipo Elettro. Si evolve da Electabuzz. Viene definito il Pokémon Saetta. Accumula energia elettrica all'interno del proprio corpo e la emette sotto forma di scariche dalle due code. Nell'anime Electivire appare per la prima volta nel corso dell'episodio La decisione di Vera (Home is Where the Start Is), in cui Ash Ketchum affronta il Pokémon di proprietà di Gary Oak e, sconfitto, decide di partire per Sinnoh. Anche Corrado e Paul ne possiedono un esemplare.

### Magmortar
Magmortar (ブーバーン?, Būbān) è un Pokémon di primo stadio di tipo Fuoco. Si evolve da Magmar. Viene definito il Pokémon Esplosivo. È attirato dal caldo dei crateri vulcanici. Dagli arti superiori a forma di cannone spara palle di fuoco incandescenti, con cui carbonizza i suoi avversari. Nell'anime Magmortar appare per la prima volta nel corso del lungometraggio Pokémon: Giratina e il Guerriero dei Cieli. L'allenatore Paul possiede un esemplare del Pokémon, evoluzione del suo Magmar. Nel manga Pokémon Adventures, il Superquattro Vulcano possiede un esemplare di Magmortar.

### Togekiss
Togekiss (トゲキッス?, Togekissu) è un Pokémon di primo stadio di tipo Folletto/Volante. Si evolve da Togetic. Viene definito il Pokémon Festa. Evita conflitti e ostilità, venendo invece attirato da persone e Pokémon pacifici e donando loro bontà e dolcezza. Nell'anime Togekiss appare per la prima volta nel corso del lungometraggio Pokémon: Giratina e il Guerriero dei Cieli. Lucinda possiede un esemplare del Pokémon donatale dalla principessa Salvia nell'episodio L'alba di un giorno regale!. Nel manga Pokémon Adventures, Gold possiede un esemplare di Togekiss.

### Yanmega
Yanmega (メガヤンマ?, Megayanma) è un Pokémon di primo stadio di tipo Coleottero/Volante. Si evolve da Yanma. Viene definito il Pokémon Libellorco. Ha l'aspetto di una libellula, con corpo affusolato, occhi composti, sei zampe e due paia di ali, che gli permettono di volare a gran velocità. Abbatte i nemici con le onde d'urto delle sue ali o con le potenti mascelle. Nell'anime Jessie del Team Rocket possiede un esemplare di Yanmega di sesso femminile.

### Leafeon
Leafeon (リーフィア?, Rīfia) è un Pokémon di primo stadio di tipo Erba. Si evolve da Eevee. Viene definito il Pokémon Rigoglioso. Ha una struttura corporea più simile alle piante che agli animali; ricava quindi i nutrienti di cui ha bisogno dalla fotosintesi. Nell'anime Leafeon appare per la prima volta nel corso del lungometraggio Pokémon: Giratina e il Guerriero dei Cieli. Zoey possiede un esemplare del Pokémon nell'episodio Allenamento per la lotta in doppio! (Double-Time Battle Training!).

### Glaceon
Glaceon (グレイシア?, Gureishia) è un Pokémon di primo stadio di tipo Ghiaccio. Si evolve da Eevee. Viene definito il Pokémon Nevefresca. Può abbassare a piacimento la temperatura del proprio corpo, raffreddando l'aria intorno a lui per creare folate di cristalli di ghiaccio per attaccare i nemici o congelando la pelliccia per rendere i peli duri come aghi. Nell'anime un Glaceon evoluzione dell'Eevee di Vera appare per la prima volta nel corso dell'episodio Uno strano ristorante (A Full Course Tag Battle!).

### Gliscor
Gliscor (グライオン?, Guraion) è un Pokémon di primo stadio di tipo Terra/Volante. Si evolve da Gligar. Viene definito il Pokémon Scorpidente. Ha l'aspetto di uno scorpione con ali da pipistrello. Attende appeso ai rami a testa in giù il passaggio delle prede e gli si lancia addosso mordendole con i canini affilati. Nell'anime Gliscor appare per la prima volta nel corso dell'episodio Tutta colpa del vento (Riding the Winds of Change!), in cui Paul cattura un esemplare del Pokémon. Nella stessa puntata Ash Ketchum ottiene un Gligar che si evolverà in Gliscor nel corso di Combattere la paura con la paura (Fighting Fear With Fear!). Anche la Superquattro Terrie possiede un esemplare di Gliscor.

### Mamoswine
Mamoswine (マンムー?, Manmū) è un Pokémon di secondo stadio di tipo Ghiaccio/Terra. Si evolve da Piloswine. Viene definito il Pokémon Duezanne. È caratterizzato da due grandi zanne di ghiaccio. È un Pokémon molto antico, la cui popolazione si è drasticamente ridotta alla fine dell'ultima era glaciale a causa dell'aumento di temperatura. Gli esemplari di sesso femminile presentano zanne di lunghezza inferiore rispetto a quelle dei maschi. Nella regione di Kalos il Percorso 17 è denominato Passo Mamoswine poiché la neve obbliga a superarlo a bordo del Pokémon. Nell'anime Mamoswine appare per la prima volta nel corso del lungometraggio Pokémon: Giratina e il Guerriero dei Cieli. In Un'evoluzione in corsa (A Breed Stampede!), il Piloswine di Lucinda si evolve in Mamoswine. Nel manga Pokémon Adventures Lady Platina Berlitz possiede un esemplare del Pokémon.

### Porygon-Z
Porygon-Z (ポリゴンZ?, PorigonZ) è un Pokémon di secondo stadio di tipo Normale. Si evolve da Porygon2. Viene definito il Pokémon Virtuale. È un Pokémon virtuale, programmato per agire in dimensioni sconosciute. Per migliorarne le prestazioni è stato effettuato un upgrade del suo software ma non sembra funzionare correttamente, tanto da farlo agire in modo strano. Nell'anime Porygon-Z è l'unico Pokémon della quarta generazione che non è apparso in nessun episodio o lungometraggio.

### Gallade
Gallade (エルレイド?, Erureido) è un Pokémon di secondo stadio di tipo Psico/Lotta. Si evolve da Kirlia. Viene definito il Pokémon Lama. Si tratta di una specie esclusivamente maschile. È un ottimo spadaccino che combatte allungando le lame che ha sui gomiti. In Pokémon Rubino Omega e Zaffiro Alpha ottiene una megaevoluzione denominata MegaGallade. Nell'anime Gallade appare per la prima volta nel corso del lungometraggio Pokémon: L'ascesa di Darkrai. Zoey possiede un esemplare del Pokémon, evoluzione del suo Kirlia, che utilizza nel corso della finale del Grand Festival di Sinnoh contro Lucinda.

### Probopass
Probopass (ダイノーズ?, Dainōzu) è un Pokémon di primo stadio di tipo Roccia/Acciaio. Si evolve da Nosepass. Viene definito il Pokémon Bussola. Emana un forte campo magnetico con cui controlla tre piccole unità dette Mininasi, con cui cattura prede e attacca i nemici. Nell'anime Probopass appare per la prima volta nel corso dell'episodio Girovagando per la montagna (Nosing 'Round the Mountain!).

### Dusknoir
Dusknoir (ヨノワール?, Yonowāru) è un Pokémon di secondo stadio di tipo Spettro. Si evolve da Dusclops. Viene definito il Pokémon Pinza. Assorbe gli spiriti smarriti nel suo corpo e li conduce nel mondo degli spiriti. È uno dei personaggi principali di Pokémon Mystery Dungeon: Esploratori del tempo ed Esploratori dell'oscurità e Pokémon Mystery Dungeon: Esploratori del cielo. Nell'anime Dusknoir appare per la prima volta nel corso dell'episodio Oscure presenze (Ghoul Daze!). Conway possiede un esemplare del Pokémon.

### Froslass
Froslass (ユキメノコ?, Yukimenoko) è un Pokémon di primo stadio di tipo Ghiaccio/Spettro. Si evolve da Snorunt. Viene definito il Pokémon Suolnevoso. Si tratta di una specie esclusivamente femminile, essendo basata sullo yōkai giapponese yuki-onna. Si pensa che in origine fosse una donna dispersa tra le montagne e diventata uno spirito. Si nutre delle anime delle persone, congelando i loro corpi vuoti e mettendoli in mostra come decorazioni. Nell'anime Froslass appare per la prima volta nel corso del lungometraggio Pokémon: Giratina e il Guerriero dei Cieli. Paul possiede un esemplare del Pokémon. Nel manga Pokémon Adventures, la capopalestra Bianca possiede un esemplare di Froslass.

### Rotom
Rotom (ロトム?, Rotomu) è un Pokémon base di tipo Elettro/Spettro. Viene definito il Pokémon Plasma. È formato da plasma e può così introdursi in apparecchiature elettroniche per prenderne il controllo. A partire da Pokémon Platino ottiene cinque forme alternative, quando possiede diversi tipi di elettrodomestici. Inizialmente differenti solo nelle statistiche, a partire dalla quinta generazione ogni forma di Rotom possiede un secondo tipo differente e una mossa caratteristica:
- Rotom Calore, dall'aspetto di forno a microonde e di tipo Elettro/Fuoco, può apprendere la mossa Vampata.
- Rotom Lavaggio, in forma di lavatrice e di tipo Elettro/Acqua, può apprendere la mossa Idropompa.
- Rotom Gelo, dall'aspetto di frigorifero e di tipo Elettro/Ghiaccio, può apprendere la mossa Bora.
- Rotom Vortice, in foggia di ventilatore e di tipo Elettro/Volante, può apprendere la mossa Eterelama.
- Rotom Taglio, dalla forma di tosaerba e di tipo Elettro/Erba, può apprendere la mossa Verdebufera.

È possibile effettuare la trasformazione di Rotom portando il Pokémon in una stanza particolare, diversa per ogni regione. In Pokémon Sole e Luna un esemplare di Rotom di proprietà del Professor Kukui è in grado di prendere possesso del Pokédex del protagonista, per dargli indicazioni e consigli. Nell'anime Rotom appare per la prima volta nel corso dell'episodio Un Rotom scatenato (Get Your Rotom Running!). In Come catturare un Rotom! (To Catch a Rotom!), il Professor Oak cattura un esemplare del Pokémon. Nella regione di Alola, Ash Ketchum riceve un Pokédex Rotom nell'episodio Pokédex avviato! (Loading the Dex!), doppiato in giapponese da Daisuke Namikawa e in italiano da Stefano Pozzi.

### Uxie
Uxie (ユクシー?, Yukushī) è un Pokémon base di tipo Psico. Viene definito il Pokémon Sapienza. È un Pokémon leggendario che rappresenta la sapienza e la conoscenza e la trasmise agli uomini. Nell'anime Uxie appare per la prima volta sotto forma di spirito nel corso dell'episodio Una sconfitta che non abbatte! (Uncrushing Defeat!).

### Mesprit
Mesprit (エムリット?, Emuritto) è un Pokémon base di tipo Psico. Viene definito il Pokémon Emozione. È un Pokémon leggendario che rappresenta le emozioni e le trasmise agli uomini. Nell'anime Mesprit appare per la prima volta nel corso dell'episodio Un inizio burrascoso (Following a Maiden's Voyage!), in cui si mostra a Lucinda nei pressi del Lago Verità.

### Azelf
Azelf (アグノム?, Agunomu) è un Pokémon base di tipo Psico. Viene definito il Pokémon Volontà. È un Pokémon leggendario che rappresenta la volontà e la trasmise agli uomini. È nato insieme a Uxie e Mesprit dallo stesso uovo. Nell'anime Azelf appare per la prima volta nel corso dell'episodio La seconda prova (Pruning a Passel of Pals!).

### Dialga
Dialga (ディアルガ?, Diaruga) è un Pokémon base di tipo Acciaio/Drago. È il Pokémon leggendario raffigurato sulla copertina di Pokémon Diamante. Viene definito il Pokémon Tempo. È descritto come un'antica divinità con il potere di controllare il fluire del tempo. Nell'anime Dialga è uno dei protagonisti dei lungometraggi Pokémon: L'ascesa di Darkrai, Pokémon: Giratina e il Guerriero dei Cieli e Pokémon: Arceus e il Gioiello della Vita.

### Palkia
Palkia (パルキア?, Parukia) è un Pokémon base di tipo Acqua/Drago. È il Pokémon leggendario raffigurato sulla copertina di Pokémon Perla. Viene definito il Pokémon Spazio. È descritto come un'antica divinità con il potere di distorcere lo spazio. Nell'anime Palkia è uno dei protagonisti dei lungomentraggi Pokémon: L'ascesa di Darkrai e Pokémon: Arceus e il Gioiello della Vita.

### Heatran
Heatran (ヒードラン?, Hīdoran) è un Pokémon base di tipo Fuoco/Acciaio. Viene definito il Pokémon Cratere. È l'unico Pokémon leggendario disponibile in entrambi i sessi, sebbene sia impossibile allevarlo. Il suo corpo è fatto d'acciaio e il suo sangue ribolle come magma. Vive all'interno dei vulcani, che scala tramite i suoi piedi a croce. Nell'anime Heatran appare per la prima volta nel corso del lungometraggio Pokémon: Arceus e il Gioiello della Vita.

### Regigigas
Regigigas (レジギガス?, Regigigas) è un Pokémon base di tipo Normale. Viene definito il Pokémon Colossale. È un Pokémon leggendario colossale che si dice abbia plasmato Regirock, Regice e Registeel utilizzando argilla, ghiaccio e magma. Nell'anime Regigigas appare per la prima volta nel corso del lungometraggio Pokémon: Giratina e il Guerriero dei Cieli.

### Giratina
Giratina (ギラティナ?, Giratina) è un Pokémon base di tipo Spettro/Drago. Costituisce un trio di Pokémon leggendari insieme a Dialga e Palkia. Viene definito il Pokémon Ribelle. Ha un lungo corpo sostenuto da sei zampe e due ali da pipistrello. In Pokémon Platino è stata introdotta una nuova forma, denominata Forma Originale (オリジンフォルム?, Orijin Forumu), e la prima rinominata Forma Alterata (アナザーフォルム?, Anazā Forumu). Nel suo nuovo aspetto, raffigurato sulla copertina di Pokémon Platino, perde le zampe e le ali in favore di spine e uncini e appare più serpentino. Le due forme di Giratina, oltre che per l'aspetto, differiscono per le statistiche: con la Forma Alterata più incentrata sulla Difesa e la Forma Originale maggiormente versata nell'Attacco. La sua descrizione del Pokédex riporta che a causa della sua violenza è stato bandito nella dimensione alternativa del Mondo Distorto, da dove osserva silenzioso. Gli sviluppatori della serie cercarono di differenziarlo da Dialga e Palkia, prendendo ispirazione dai concetti di "mondo capovolto", "materia e antimateria" e "E=mc²". Nell'anime Giratina è uno dei protagonisti dei lungometraggi Pokémon: Giratina e il Guerriero dei Cieli e Pokémon: Arceus e il Gioiello della Vita. Compare anche in Pokémon Generazioni, nell'episodio Un nuovo mondo, in cui salva Palkia e Dialga da Cyrus. IGN lo descrive come un Pokémon apprezzato dai fan e con un aspetto che incute paura.

### Cresselia
Cresselia (クレセリア?, Kureseria) è un Pokémon base di tipo Psico. È un Pokémon leggendario che rappresenta la luna crescente. Viene definito il Pokémon Falcato. Vola per il cielo notturno emettendo un velo di particelle brillanti dalla coda. Nell'anime Cresselia appare per la prima volta nel corso dell'episodio Incubi prima della battaglia! (Sleepless in Pre-Battle) in cui ingaggia una lotta contro Darkrai.

### Phione
Phione (フィオネ?, Fione) è un Pokémon base di tipo Acqua. Il suo status di Pokémon misterioso è contestato, con fonti che spesso si contraddicono a vicenda. Viene definito il Pokémon Oceanbondo. È ottenibile unicamente tramite accoppiamento tra Manaphy e Ditto, sebbene non possa evolversi in Manaphy. Vive in gruppo nei mari caldi, nuotando tramite il galleggiante che ha sulla testa. Nell'anime Phione appare per la prima volta nel corso dell'episodio Prendete il Phione! (Hold the Phione).

### Manaphy
Manaphy (マナフィ?, Manafi) è un Pokémon base di tipo Acqua. Viene definito il Pokémon Oceandante. È l'unico Pokémon misterioso in grado di generare un uovo tramite accoppiamento con Ditto; dall'uovo vedrà la luce Phione, sebbene esso non possa evolversi a sua volta in Manaphy. Trascorre la sua vita in acqua e migra periodicamente per tornare al suo luogo di nascita sul fondale marino. Socializza facilmente con ogni specie di Pokémon grazie a un potere innato. Nell'anime Manaphy è il protagonista del lungometraggio Pokémon Ranger e il Tempio del Mare.

### Darkrai
Darkrai (ダークライ?, Dākurai) è un Pokémon base di tipo Buio. Viene definito il Pokémon Neropesto. Si tratta di un Pokémon misterioso catturabile nei giochi solo accedendo a un luogo particolare sbloccabile da uno strumento evento distribuito da Nintendo. Nelle notti di luna nuova, fa visita alle persone causando sonno e incubi. Nell'anime Darkrai è il protagonista del lungometraggio Pokémon: L'ascesa di Darkrai. Un altro esemplare di Darkrai è presente nell'episodio La semifinale! (The Semi-Final Frontier!), in cui viene utilizzato da Tobias nel corso della Lega Pokémon di Sinnoh. In Pokémon Adventures Darkrai viene utilizzato contro Mewtwo.

### Shaymin
Shaymin (シェイミ?, Sheimi) è un Pokémon base di tipo Erba. Viene definito il Pokémon Gratitudine. Si tratta di un Pokémon misterioso catturabile nei giochi solo accedendo a un luogo particolare sbloccabile da uno strumento evento distribuito da Nintendo. In aggiunta alla Forma Terra (ランドフォルム?, randoforumu), in Pokémon Platino ottiene una seconda forma, la Forma Cielo (スカイフォルム?, sukaiforumu), che acquista il secondo tipo Volante e differisce nelle statistiche e nelle mosse apprese. Shaymin si trasforma se in possesso dello strumento Gracidea, mentre torna alla Forma Terra durante le ore notturne, se depositato in un box o se si trova nello stato congelamento. Nella Forma Terra il suo dorso è coperto da erba e fiori, per permettergli di mimetizzarsi nei campi fioriti; mentre nella Forma Cielo appare più snello, ricoperto solo di pelliccia e le orecchie assumono l'aspetto di piccole ali, con cui si alza in volo per esprimere gratitudine per la fioritura di piante e fiori. Ha il potere di bonificare i terreni e di renderli rigogliosi. Nell'anime Shaymin è uno dei protagonisti del lungometraggio Pokémon: Giratina e il Guerriero dei Cieli.

### Arceus
Arceus (アルセウス?, Aruseusu) è un Pokémon base di tipo Normale. Viene definito il Pokémon Primevo. Si tratta di un Pokémon misterioso catturabile nei giochi della serie principale solo accedendo a un luogo particolare sbloccabile da uno strumento evento distribuito da Nintendo, eccezione fatta per Leggende Pokémon: Arceus dove è ottenibile dopo avere catturato tutti i Pokémon del gioco. Si narra che sia nato da un uovo e abbia dato origine al mondo, creando i Pokémon Dialga, Palkia, Giratina, Uxie, Azelf e Mesprit per poi cadere in un sonno profondo. Possiede l'abilità Multitipo (マルチタイプ?), che gli permette di cambiare il suo tipo se in possesso di particolari strumenti denominati Lastre. Questi influenzano anche il tipo della mossa Giudizio. Arceus ricopre un ruolo fondamentale nei videogiochi Pokémon Conquest e Leggende Pokémon: Arceus. Nell'anime Arceus è il protagonista del lungometraggio Pokémon: Arceus e il Gioiello della Vita, oltre a comparire nel film Il film Pokémon - Hoopa e lo scontro epocale.